# Rafi Barekzai
 (avril 2023).
Mohammad Rafi Barekzai, né le 6 juin 1990 à Hérat, est un footballeur international afghan évoluant au poste de milieu de terrain pour le Toofaan Harirod FC en Afghanistan.

## Carrière

### Toofan Harirod FC
En 2012, Barekzai rejoint l'équipe afghane du Toofaan Harirod FC. Il obtient le numéro 7 et joue en tant que milieu de terrain. Il remporte le championnat afghan une fois en 2012 avec le Toofaan Harirod FC depuis le début de la compétition.

## Champions
Le Toofaan Harirod FC remporte la première saison de championnat du pays et gagne 15 000 $, battant le Simorgh Alborz FC 2-1 lors du dernier match du tournoi. Ils dominent également le De Spin Ghar Bazan FC par une marge de 10-0 pour se qualifier en finale. Cela leur donne confiance en leur succès en finale. Un grand nombre de supporters des deux équipes et des représentants du gouvernement se réunissent au stade pour assister à la finale. Parmi ceux qui sont venus figuraient : le Dr Abdullah Abdullah, le président de la Fédération afghane de football.

## Carrière internationale
Il fait ses débuts lors d'un match amical contre le Tadjikistan en 2013. Il a joué depuis 2014 8 matchs pour l'équipe nationale d'Afghanistan et a marqué 1 but.

## Palmarès
Toofan Harirod FC
- Championnat afghan : 2012[1]

Afghanistan
- Championnat SAFF : 2013